# Berceli Béla
Berceli Béla, születési nevén Bleier Béla (Újpest, 1905. március 26. – Budapest, 1986. augusztus 31.) munkásmozgalmi aktivista, eszperantista, a Magyar Néphadsereg tábornoka, gazdasági vezető.

## Élete és munkássága
Bleier Ármin kereskedő és Karpf Róza fiaként született. 17 éves korában, 1922-ben egyszerre kapcsolódott be a munkásmozgalomba és az eszperantista mozgalomba. A Magyarországi Eszperantista Munkások Egyesülete (MEME) 8. számú, újpesti csoportjának alapító tagja lett, majd titkára volt 1931-ig. 1923-tól a vasas szakszervezetnek és a Magyarországi Szociáldemokrata Pártnak (MSZDP) is tagja volt. 1936–39-ben bátyja, Bleier Vilmos mellett dolgozott a Literatura Mondo kiadóban.
1944-ben munkaszolgálatra vitték, de a Nyilaskeresztes Párt – Hungarista Mozgalom puccsa idején megszökött. 1945-ben belépett a Magyar Kommunista Pártba. Üzemi bizottsági elnök lett, majd 1948-ban rövid ideig gyárigazgató volt. Továbbra is aktívan részt vett az eszperantista mozgalomban. 1946–47-ben a MEME titkára volt, 1947–48-ban a Magyar Országos Eszperantó Egyesület főtitkára volt. 1947–49-ben ő adta ki a Literatura Mondo című eszperantó folyóiratot.
1948 végétől katonai szolgálatot teljesített hadnagyként, majd 1950-től a Honvédelmi Minisztériumban dolgozott vezérőrnagyi rangban, 1956-ban a honvédségtől nyugállományba került. 1956 és 1964 között a hadiipari jelentőségű Orion gyár, majd 1964 és 1969 között a gödöllői Ganz Árammérőgyár igazgatója volt. 1965 és 1974 között a Magyarországi Eszperantó Szövetség főtitkára volt.